# Tümentsogt
Tümentsogt (mongoliska: Түмэнцогт Сум, Түмэнцогт, Tümentsogt Sum) är ett distrikt i Mongoliet.   Det ligger i provinsen Süchbaatar, i den östra delen av landet, 400 km öster om huvudstaden Ulaanbaatar.